# Ciclone Funa
O ciclone Funa (designação do JTWC: 12P; também conhecido como ciclone tropical intenso Funa) é o décimo primeiro ciclone tropical e o terceiro sistema nomeado da temporada de ciclones no Pacífico Sul de 2007-2008. Em seu caminho, Funa afetou Vanuatu e como um ciclone extratropical afetou a Ilha Norfolk.

## História meteorológica

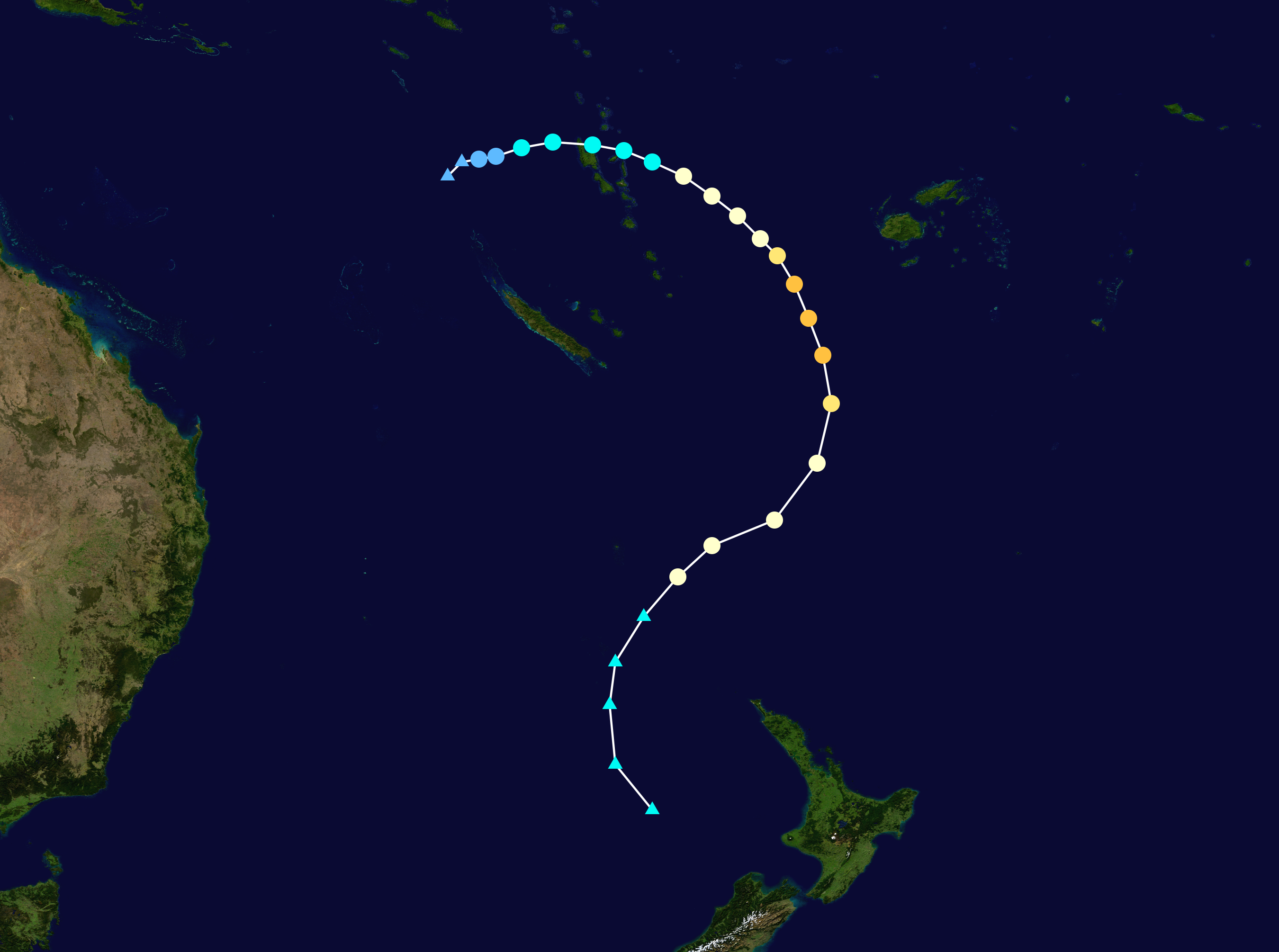
O caminho de Funa

Na noite de 12 de Janeiro uma área de distúrbios meteorológicos começou a ser monitorado pelo Joint Typhoon Warning Center (JTWC), localizado a noroeste de Nova Caledônia. Esta área moveu-se erraticamente até que em 15 de Janeiro, o sistema começou a se deslocar firmemente para leste-nordeste e posteriormente para leste ao mesmo tempo em que começou a se intensificar. Na madrugada de 16 de Janeiro, o JTWC emitiu um alerta de formação de ciclone tropical (AFCT) e seis horas depois começou a emitir avisos regulares sobre o ciclone tropical "12P". Ao mesmo tempo, o Centro Meteorológico Regional de Nadi, Fiji, classificou o sistema como a depressão tropical "dez" e algumas horas depois como ciclone tropical "Funa". No mesmo dia, Funa atingiu as ilhas setentrionais de Vanuatu e começou a rumar para leste-sudeste e posteriormente para sudeste, passando a oeste de Fiji. No final daquele dia, o CMRE de Nadi classificou Funa como um ciclone de categoria dois na escala australiana, equivalente a um furacão de categoria 1 na escala de furacões de Saffir-Simpson. Em 17 de Agosto, começou a formar no centro de Funa um olho e ao mesmo tempo, Funa começou a sofrer uma rápida intensificação. Ao mesmo tempo, o CMRE de Nadi classificou Funa como um ciclone tropical intenso. Em 18 de Janeiro, funa já apresentava ventos constantes de 190 km/h, com rajadas de 240 km/h, tendo força equivalente a um furacão de categoria 3 na escala de Saffir-Simpson. Seguindo para o sudeste e posteriormente para o sul e sul-sudoeste, Funa encontrou águas frias e, em conjunção com a zona baroclínica, o ciclone enfraqueceu-se rapidamente assim que começou a se tornar um ciclone extratropical. Doze horas depois, Funa completou a sua transição para um ciclone extratropical assim que atingiu a Ilha Norfolk. Logo após, Funa começou a rumar para sul-sudeste, em direção à Nova Zelândia ainda como um forte sistema extratropical.

## Preparativos e impactos
Em 17 de janeiro, o governo de Vanuatu emitiu um aviso de ciclone tropical, falando sobre a possibilidade de ventos fortes e de enchentes. Residentes foram alertados para saírem de suas casas e procurarem abrigos de emergência. As autoridades de vanuatu também disseram para os pescadores a não saírem para o mar durante a passagem do ciclone. No mesmo dia, o centro de Funa afetou a ilha mais setentrional do país, Espiritu Santo e também afetou a iha de Ambae. Em 19 de Janeiro, foi um emitido um aviso de tempo severo para a Ilha Norfolk, afalando sobre a possibilidade de ventos fortes. Funa passou sobre a ilha já como um ciclone extratropical, causando ventos fortes com rajadas de até 85 km/h, entretanto, o ciclone não causou danos na ilha.